# Stortjärnen (Hallens socken, Jämtland)
Stortjärnen är en sjö i Åre kommun i Jämtland och ingår i Indalsälvens huvudavrinningsområde. Sjön har en area på 0,51 kvadratkilometer och ligger 695,3 meter över havet.

## Delavrinningsområde
Stortjärnen ingår i det delavrinningsområde (700198-139318) som SMHI kallar för Utloppet av Stortjärnen. Medelhöjden är 711 meter över havet och ytan är 2,01 kvadratkilometer. Räknas de 6 avrinningsområdena uppströms in blir den ackumulerade arean 9,42 kvadratkilometer. Vattendraget som avvattnar avrinningsområdet har biflödesordning 3, vilket innebär att vattnet flödar genom totalt 3 vattendrag innan det når havet efter 323 kilometer. Avrinningsområdet består mestadels av skog (75 procent). Avrinningsområdet har 0,51 kvadratkilometer vattenytor vilket ger det en sjöprocent på 25,4 procent.